# Mikel Astarloza
Astarloza  Chaurreau est un nom espagnol. Le premier nom de famille, en général paternel, est Astarloza ; le second, en général maternel, souvent omis, est Chaurreau.

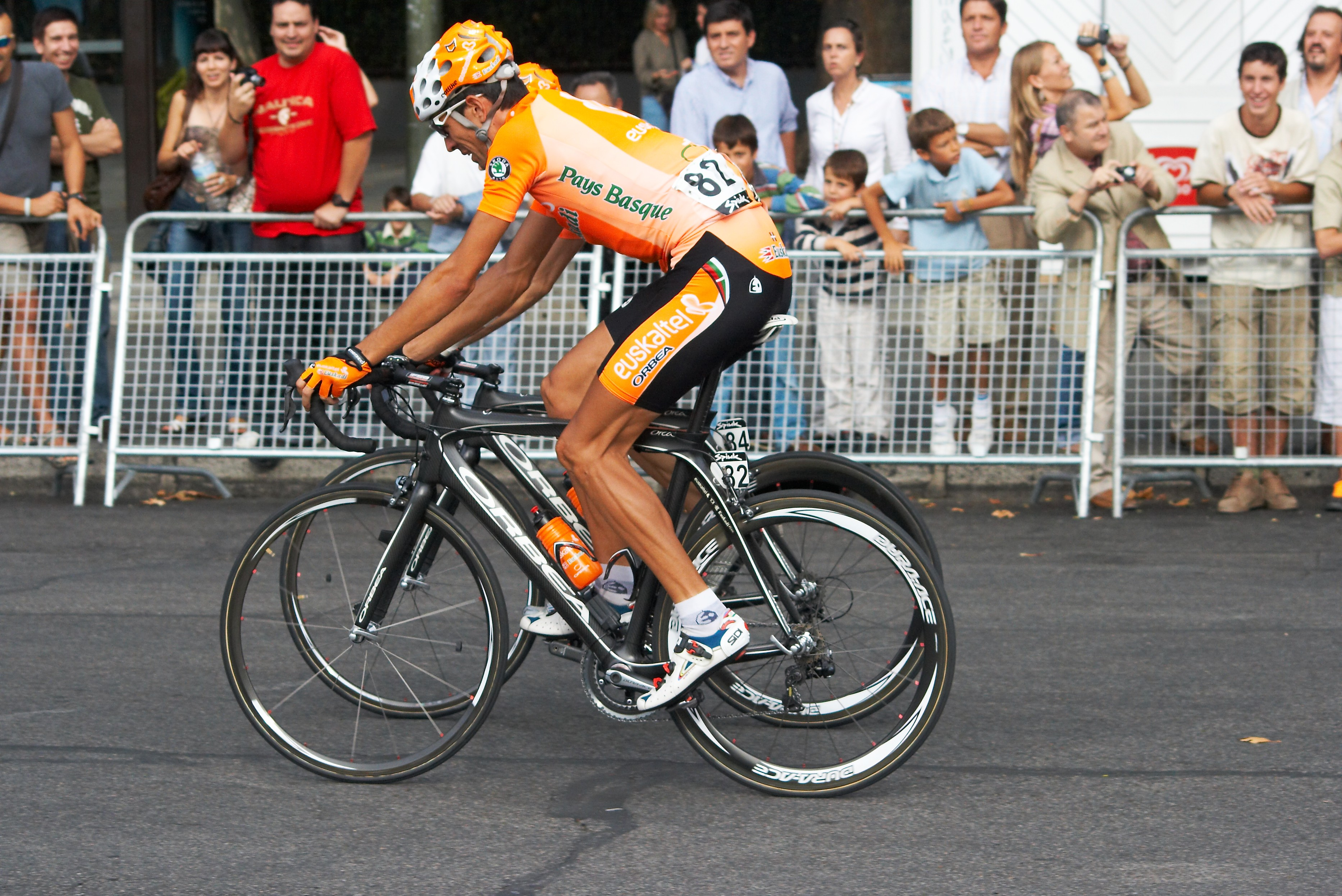
Au Tour d'Espagne 2008

Mikel Astarloza Chaurreau est un coureur cycliste espagnol né le 17 novembre 1979 à Saint-Sébastien. Il est professionnel de 2002 à 2013, et a fait partie des équipes AG2R Prévoyance de 2002 à 2006 et Euskaltel-Euskadi de 2007 à 2009 et de 2011 à 2013. Il a remporté le Tour Down Under 2003. Il a participé à neuf Tours de France avec pour meilleur classement une neuvième place en 2007. Il fut suspendu deux ans, en raison d'un contrôle antidopage positif à l'EPO, subi lors du Tour de France 2009 dont il a remporté une étape, victoire qui lui est retirée au profit de Sandy Casar. Il est cousin de Iñigo Chaurreau.

## Biographie

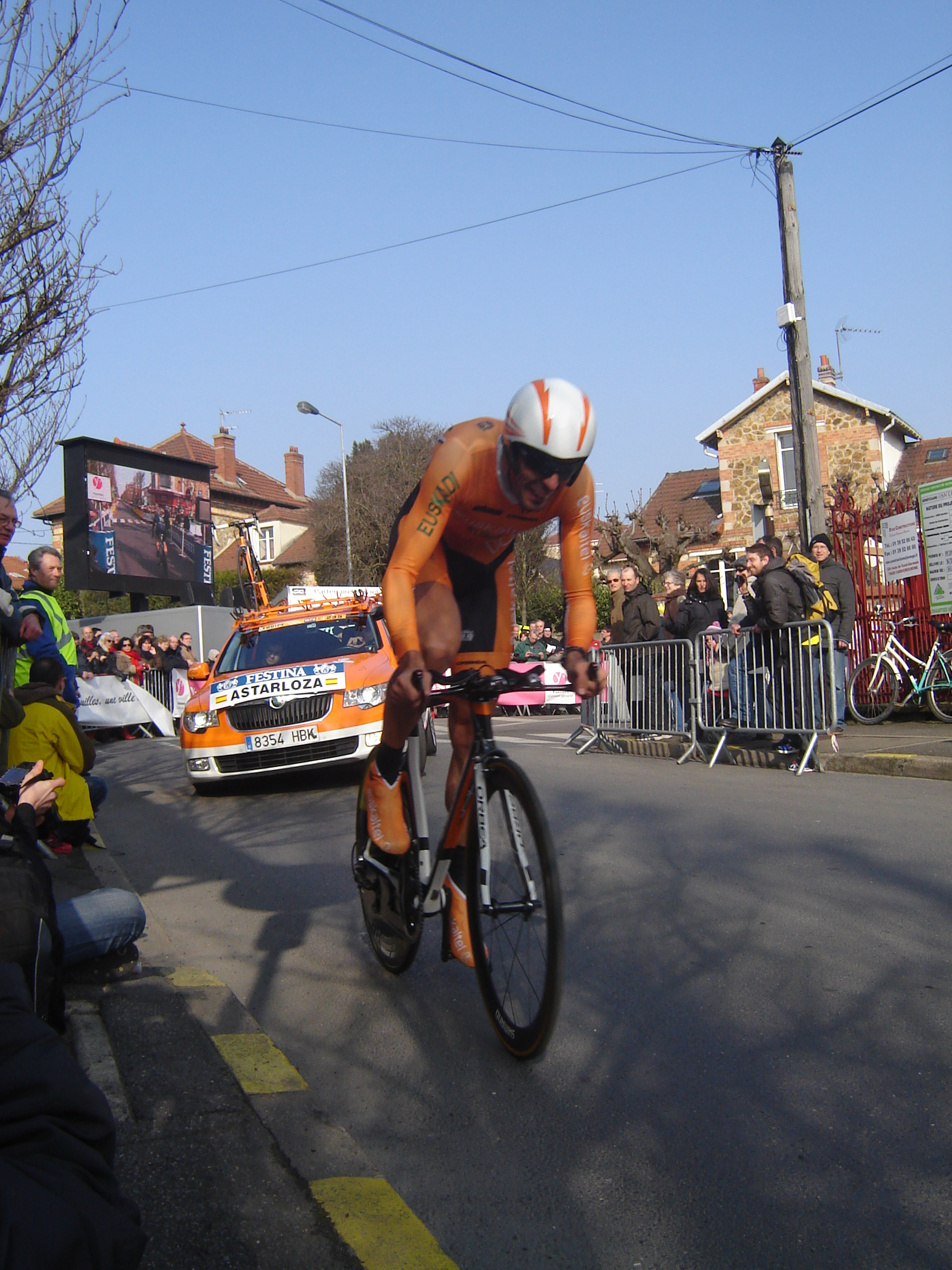
Durant le prologue de Paris Nice 2013

Bon grimpeur, Mikel Astarloza commence sa carrière professionnelle en 2002 dans l'équipe française AG2R Prévoyance. Il se révèle au début de la saison 2003 en remportant le Tour Down Under, puis en terminant 14e du Critérium du Dauphiné libéré. Après trois saisons décevantes chez AG2R Prévoyance, il rejoint l'équipe basque Euskaltel-Euskadi, avec laquelle il termine septième du Critérium du Dauphiné libéré, puis neuvième du Tour de France et sixième de la Classique de Saint-Sébastien.
En 2009, il remporte la 16e étape du Tour de France, à Bourg-Saint-Maurice, et se classe 11e du classement général de l'épreuve. Quelques jours après le Tour, l'Union cycliste internationale annonce qu'il a fait l'objet d'un contrôle antidopage hors-compétition positif à l'EPO le 26 juin. Il est provisoirement suspendu. En septembre, la contre expertise confirme le résultat de la première analyse. Il continue cependant de clamer son innocence et bénéficie du soutien de son équipe. Le 15 mai 2010, il est suspendu deux ans par la Fédération espagnole et l'Union cycliste internationale lui impose le versement d'une amende de 154 570 euros. Euskaltel-Euskadi déclare vouloir le réembaucher une fois que sa suspension prendra fin. Sa victoire d'étape lui est retirée au profit de Sandy Casar, initialement deuxième, de même que sa troisième place au championnat d'Espagne,.
Suspendu jusqu'au 26 juin 2011, l'équipe Euskaltel-Euskadi le réintègre sitôt la sanction effectuée, il fait son retour à la compétition lors du Tour de Burgos.
En 2012, Astarloza abandonne le Tour de France au cours de la 6e étape à la suite d'une chute collective qui lui provoque une luxation d'un coude.
Astarloza annonce en octobre 2013 la fin de sa carrière professionnelle à l'issue de cette saison.

## Palmarès

### Palmarès amateur
- 1996
  -  Champion d'Espagne de course aux points juniors
  - 3e du championnat d'Espagne de poursuite juniors
- 1998
  - Champion du Guipuscoa du contre-la-montre espoirs (Mémorial Gervais)
  - Week-end Béarnais
  - 2e du championnat d'Espagne de l'américaine
  - 3e du Mémorial Etxaniz
  - 3e du championnat d'Espagne de poursuite
  - 3e du championnat d'Espagne de poursuite par équipes
- 1999
  - Champion du Guipuscoa du contre-la-montre espoirs (Mémorial Gervais)
  - 2e de l'Itsasondoko Saria
  - 3e de la Subida a Gorla
- 2000
  - Santikutz Klasika
  - 2e du Mémorial Gervais
  - 3e du championnat du Pays basque du contre-la-montre
- 2001
  - San Gregorio Saria
  - Itsasondoko Saria
  - 2e du Tour de la Bidassoa
  - 2e du Gurutze Deuna Saria
  - 3e de la Lazkaoko Proba

### Palmarès professionnel
- 2003
  - Classement général du Tour Down Under
  - 3e du championnat d'Espagne du contre-la-montre
- 2005
  - 3e étape du Tour de Castille-et-León (contre-la-montre par équipes)
- 2007
  - 6e de la Classique de Saint-Sébastien
  - 7e du Critérium du Dauphiné libéré
  - 9e du Tour de France
- 2008
  - 5e du Tour de Romandie
  - 6e du Tour du Pays basque
  - 7e du Critérium du Dauphiné libéré
- 2009
  - 4e du Tour de Catalogne
  - 5e du Critérium du Dauphiné libéré

## Résultats sur les grands tours

### Tour de France
9 participations
- 2003 : 28e
- 2004 : 62e
- 2005 : 27e
- 2006 : 36e
- 2007 : 9e
- 2008 : 16e
- 2009 : déclassé pour dopage
- 2012 : abandon (6e étape)
- 2013 : 42e

### Tour d'Espagne
5 participations
- 2002 : 77e
- 2004 : abandon (12e étape)
- 2006 : 56e
- 2008 : 28e
- 2012 : 48e

## Classements mondiaux
| Année              | 2005 | 2006 | 2007 | 2008 |
| ------------------ | ---- | ---- | ---- | ---- |
| Classement ProTour |      |      | 40e  | 11e  |
| UCI Europe Tour    | 381e |      |      |      |